# پرجانتزیول
پرجانتزیول (به ایتالیایی: Preganziol) یک کومونه در ایتالیا است که در استان ترویزو واقع شده‌است. پرجانتزیول ۲۲٫۹ کیلومتر مربع مساحت و ۱۷٬۰۲۲ نفر جمعیت دارد و ۱۲ متر بالاتر از سطح دریا واقع شده‌است.